# Heilwasser

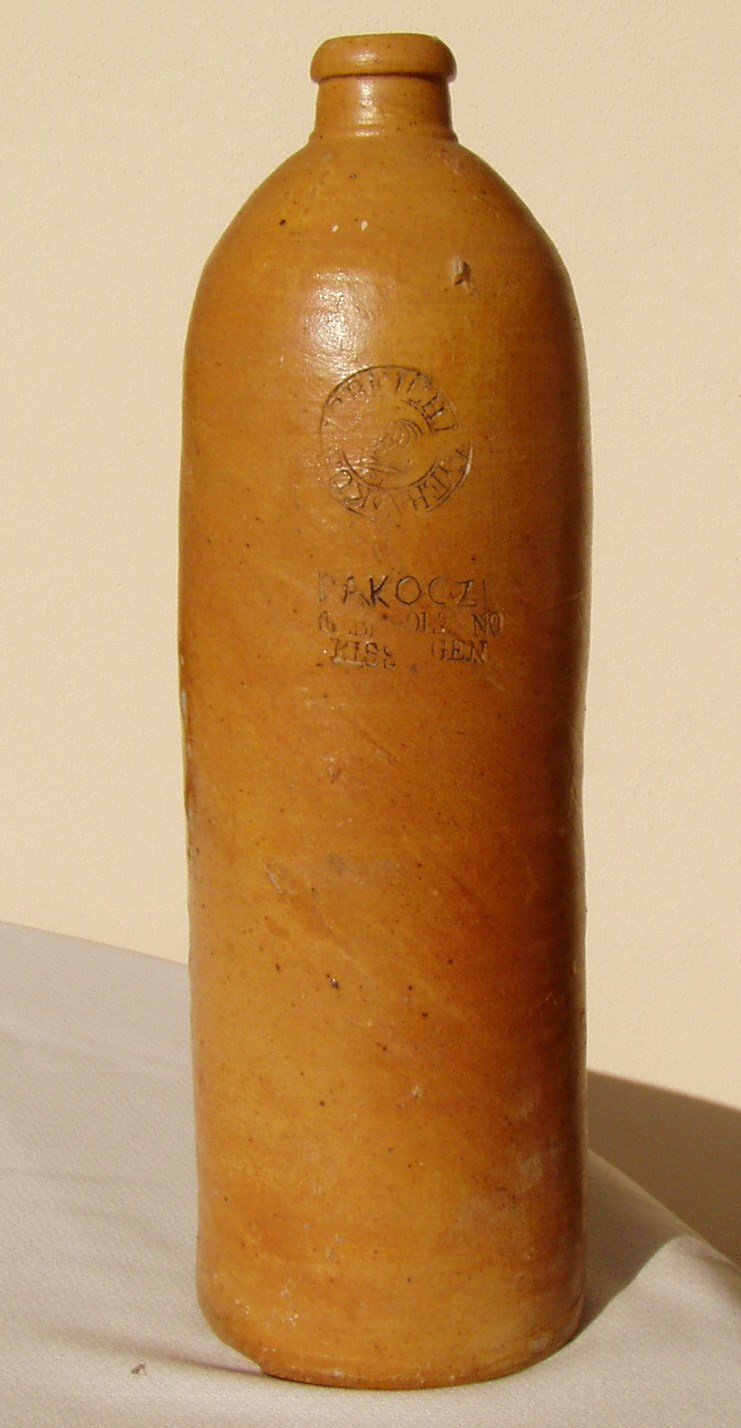
Historische Tonflasche zum Versand des Rákóczi-Heilwassers durch die Gebrüder Bolzano
(Bad Kissingen um 1830)

Heilwasser ist ein natürliches, mineralienhaltiges Wasser, dem eine heilende, lindernde oder vorbeugende Wirkung zugesprochen wird.
Es zählt zu den ältesten Naturheilmitteln. Ein Heilwasser kann innerlich für Trinkkuren bzw. äußerlich für medizinische Bäder angewendet werden und hat in Deutschland den Status eines Arzneimittels gemäß dem deutschen Arzneimittelgesetz (AMG). 2020 wurden in Deutschland 83,9 Millionen Liter Heilwasser verkauft.

## Anforderungen
Der Begriff „natürliches Heilwasser“ ist in Deutschland gesetzlich nicht definiert. Er wird jedoch in vielen Gesetzen (z. B. im Arzneimittelgesetz) als eindeutig umschrieben vorausgesetzt. Eine Definition lässt sich aus dem Heilquellenrecht des Bundes, den Landeswassergesetzen und der Kurortegesetzgebung (KOG) der Länder ableiten. Natürliches Heilwasser stammt aus unterirdischen, ursprünglichen, vor Verunreinigung geschützten, reinen Wasservorkommen, die staatlich als Heilquelle anerkannt sind. Ein die ärztliche Aufsicht über Heilquellen innehabender Mediziner, der als Kurarzt bei einer Heilquelle auch die Behandlung von Heilbad-Besuchern übernimmt, wurde früher als Brunnenarzt bezeichnet. Der Begriff „Heilquelle“ ist im Wasserhaushaltsgesetz des Bundes und in den darauf aufbauenden Landesgesetzen niedergelegt.
Natürliches Heilwasser ist naturbelassen, ihm werden keine Stoffe entzogen oder zugesetzt. Aber auch die bloße Bezeichnung „Heilwasser“ wird für ein natürliches Heilwasser, das aus einer Heilquelle entstammt, verwendet. Die therapeutischen Nutzungs- und Anwendungsarten von Heilwässern umfassen Trinkkuren am Ort, den therapeutischen Einsatz zu Bade- und Inhalationszwecken, Versandheilwässer sowie Gewinnung und Inverkehrbringen von Heilquellenpräparaten. Eine Abfüllung muss am Quellort erfolgen.

## Rechtliche Einordnung
In  Deutschland und in Österreich unterliegen Heilwässer rechtlich der Regulierung als Arzneimittel und benötigen eine amtliche Arzneimittelzulassung. Dadurch unterscheidet  Heilwasser sich vom Mineralwasser, das dem Lebensmittelrecht unterliegt. Voraussetzung für die Zulassung eines Arzneimittels ist grundsätzlich der Nachweis einer vorbeugenden, lindernden oder heilenden Wirkung. Heilwässer, die unverpackt in den Verkehr kommen bzw. vor Ort äußerlich oder inhalativ angewendet werden, sind nach § 21 (2) Nr. 1e AMG von der Zulassungspflicht befreit.
Heilwasser ist freiverkäuflich, d. h. weder rezept- noch apothekenpflichtig. Bei der Kennzeichnung sind gemäß § 10 und § 11 AMG verkürzte Angaben möglich. Es wird im Handel meist direkt neben natürlichem Mineralwasser angeboten. Während Mineralwasser seit 1969 zumeist in der transparenten 0,7 l Glas-Perlenflasche vertrieben wird, gibt es für Heilwasser seit 1983 die grüne 0,75 l Glas-Mehrwegflasche.

## Wirkung und Inhaltsstoffe
Die verschiedenen Heilwassersorten sollen wirken, indem sie die Funktion von Stoffwechsel und Organen wie Magen, Darm, Herz, Kreislauf und Nieren anregen.
In einem Kilogramm beziehungsweise einem Liter Wasser müssen mindestens ein Gramm gelöste Mineralstoffe oder Spurenelemente enthalten sein. Genaue Angaben zu Inhaltsstoffen und deren Wirkweise müssen auf dem Flaschenetikett ausgewiesen werden.
Richtwerte für die Inhaltsstoffe in Heilwasser:
| Magnesium (Mg2+)         | > 100 mg/l                    |
| Calcium (Ca2+)           | > 250 mg/l                    |
| Fluorid (F−)             | > 1 mg/l                      |
| Sulfat (SO42−)           | > 1200 mg/l                   |
| Hydrogencarbonat (HCO3−) | > 1300 mg/l                   |
| Kohlenstoffdioxid (CO2)  | 1000 mg/l (CO2 in der Quelle) |

## Vertrieb
1998 gab es in Deutschland 60 Heilwässer. „Deutsche Heilbrunnen“ in Bonn fasst als Interessengemeinschaft alle Heilbrunnenbetriebe unter einem Dach zusammen. Der Deutsche Heilbäderverband e. V. publiziert Begriffsbestimmungen und Qualitätsstandards für die Prädikatisierung von Kurorten, Erholungsorten und Heilbrunnen (zuletzt 11. Auflage, 13. Oktober 1998).

## Anwendungsbeschränkungen
Auf Unverträglichkeiten von größeren Flüssigkeitsmengen bei schweren Herz-Kreislauf- und Nierenerkrankungen muss geachtet werden.
Eine typische auf dem Etikett angegebene Wechselwirkung ist, dass die Aufnahme und Ausscheidung von Medikamenten beeinflusst werden kann.